# Maserati Ghibli (Tipo AM115)
Der Maserati Ghibli (werksinterne Bezeichnung: Tipo AM115) ist ein Sportwagen des italienischen Automobilherstellers Maserati, der von Herbst 1966 bis Ende 1973 als Coupé und ab 1969 auch als Cabriolet produziert wurde. Das von Giorgio Giugiaro gestaltete Auto gab Maserati vor allem wegen seiner weithin als attraktiv empfundenen Karosserie einen Imageschub, der die Stellung des Unternehmens in Bezug auf seine Konkurrenten Ferrari und Lamborghini deutlich verbesserte. Der Ghibli ist 50 Jahre nach seiner Produktionseinstellung ein hochpreisiger Klassiker.

## Entstehungsgeschichte
In den frühen 1960er Jahren war Maserati mit dem Sebring und dem Mistral im Segment der sechszylindrigen Straßensportwagen vertreten. Zu den zwölfzylindrigen Modellen von Ferrari und der neu etablierten Marke Lamborghini geriet Maserati damit in Rückstand. Zwar gab es bis 1964 den mit einem bis zu 400 PS starken Rennsportmotor ausgerüsteten Maserati 5000 GT als Imageträger; das exklusive Auto war aber außerordentlich teuer und wurde in sechs Jahren insgesamt nur etwa 30 mal gebaut, sodass es unmittelbar keinen Beitrag zur Einnahmensteigerung leistete. Ab 1963 begann Maserati, die Modellpalette der Achtzylinderfahrzeuge auszubauen. Nach dem Quattroporte, einer viertürigen Sportlimousine, erschien 1966 mit dem Mexico ein zweitüriger, viersitziger Gran Turismo, die beide mit einer leistungsreduzierten Version des bekannten Achtzylindermotors ausgestattet waren. Was zunächst noch fehlte, war ein zweisitziger Sportwagen. Diese Rolle übernahm der Ghibli, der im Herbst 1966 auf dem Turiner Autosalon zunächst als Fließheckcoupé vorgestellt und zwei Jahre später um eine offene Version ergänzt wurde. Die Produktion begann 1967 und dauerte bis 1973. Der Ghibli war ein „‚Eyecatcher‘, der Maserati wieder in die Schlagzeilen brachte“ und dem Unternehmen kommerziellen Erfolg bescherte. In sechs Jahren entstanden, alle Varianten zusammengenommen, mehr als 1200 Fahrzeuge. In die Produktionszeit des Ghibli fiel der Verkauf Maseratis von der Familie Orsi an den französischen Großserienhersteller Citroën. Während andere Maserati-Fahrzeuge daraufhin mit Citroën-typischen Konstruktionselementen wie beispielsweise der Bremspneumatik ausgestattet wurden, blieb der Ghibli bis zur Produktionseinstellung technisch unverändert.

## Modellbezeichnung
Die Modellbezeichnung Ghibli nimmt auf den Gibli Bezug, einen heißen Wüstenwind, der im Norden Afrikas weht. Mit diesem Themenbezug knüpfte Maserati an eine Tradition an, die 1963 mit dem Mistral begonnen hatte.
Der Name Ghibli wurde später für zwei andere Maserati-Modelle erneut verwendet: 1992 für ein zweitüriges Stufenheckcoupé aus der Biturbo-Familie (Tipo AM336) und ab 2013 für eine viertürige Limousine (Tipo M157).

## Modellbeschreibung

### Karosserie
Der Maserati Ghibli kam zunächst als zweitüriges Coupé auf den Markt. Zwei Jahre nach der Einführung des Coupés erweiterte Maserati die Reihe um ein Cabriolet.

#### Konstruktion
Der Ghibli hat eine selbsttragende Karosserie; vorn ist ein kastenförmiger Hilfsrahmen installiert, der den Motor trägt. Der Aufbau besteht aus gepressten Stahlblechen, lediglich die Motorhaube ist aus Aluminium gefertigt. Die Karosserien des Ghibli wurden bei Vignale hergestellt.

#### Design

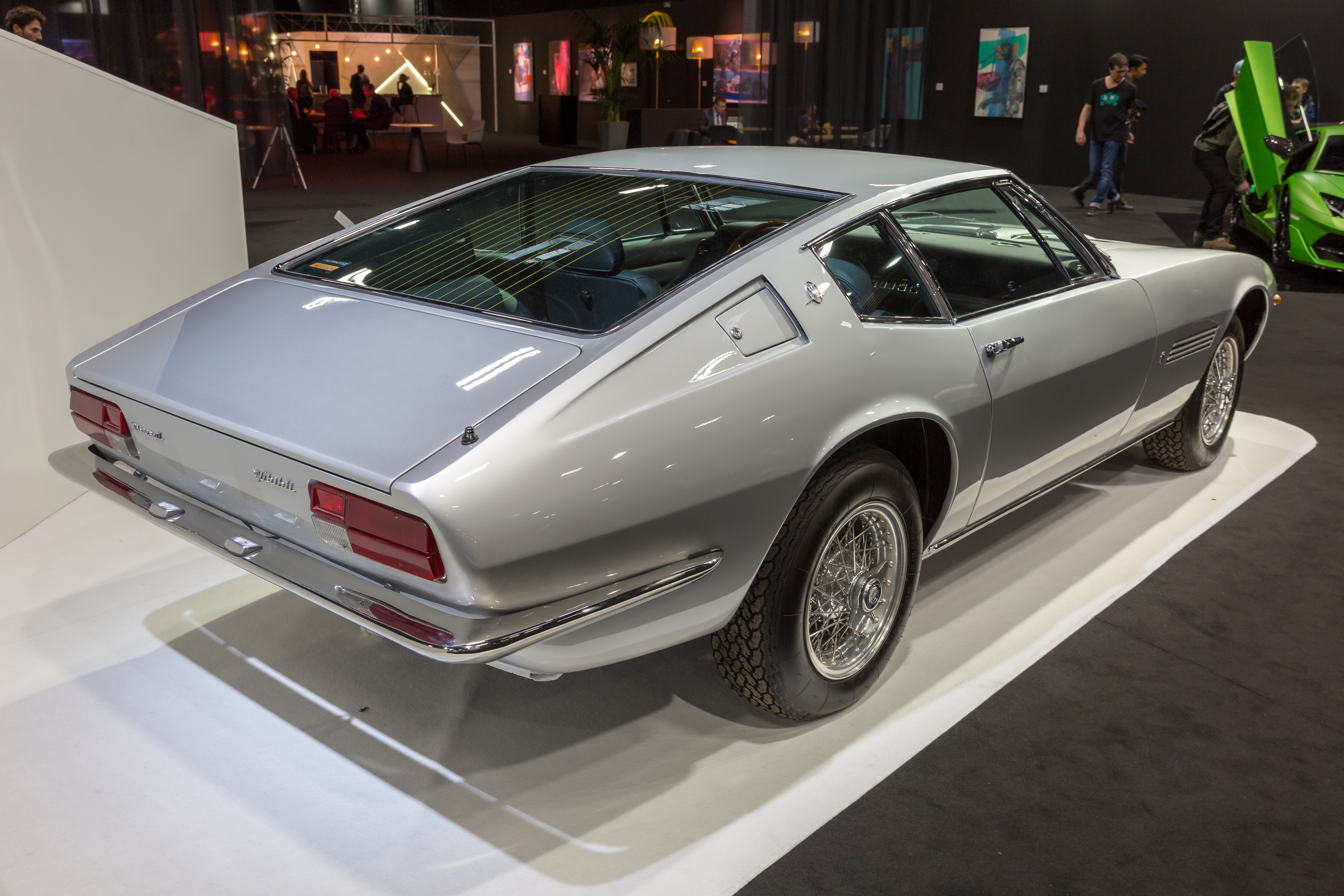
Die Heckpartie des Ghibli beeinflusste Autos von Audi, Bitter und Monteverdi

Der besondere Reiz des Ghibli war und ist seine Aufsehen erregende Karosserie, die Giorgio Giugiaro für das Turiner Designstudio Ghia gestaltet hatte. Der Ghibli war die erste Arbeit, die Giugiaro nach seinem Weggang von Bertone für Ghia realisierte. Giugiaro brauchte nur drei Monate für den Entwurf; er hielt den Ghibli rückblickend für seine schönste Kreation.
Giugiaro gestaltete einen flachen Aufbau mit langer Motorhaube, kurzer Fahrgastzelle und einem markanten Fließheck. Die außergewöhnliche Länge der Motorhaube – in den Proportionen der des Jaguar E-Type ähnlich – war ein bewusst eingesetztes Stilmittel, mit dem Giugiaro nach eigenen Angaben „die Präsenz der starken Maschine unterstreichen“ wollte. Neben der langen Motorhaube prägt vor allem das lang abfallende Heck das Bild des Ghibli Coupé, das eine große Heckscheibe aufnimmt und erst auf der Höhe der Gürtellinie endet. Die dünne vordere Stoßstangen fasst umlaufend die niedrige, über die gesamte Wagenfront reichende Kühlluftöffnung ein. Die hinteren Stoßstangen reichen weit um die Kotflügel herum. Der Ghibli hat elektrisch betätigte Klappscheinwerfer; im aufgeklappten Zustand durchbrechen die Scheinwerfereinheiten die fließenden Linien der Wagenfront deutlich. Am Heck wurden anfänglich die Rückleuchten der Alfa Romeo Giulia verwendet, später die größeren Einheiten des Alfa Romeo 1750/2000.

#### Bedeutung und Einfluss
Die Proportionen des Ghibli Coupé und insbesondere die Gestaltung des Fließhecks beeinflussten zahlreiche andere Sportwagen wie Pietro Fruas Monteverdi High Speed 375 S, den Bitter CD und Tom Tjaardas De Tomaso Zonda. Auch das Audi 100 Coupé zitierte im Heckbereich die Gestaltungsmerkmale des Ghibli. Die Gestaltung de C-Säule und des hinteren Seitenfensters fand sich schließlich in modifizierter Form auch beim 1967 präsentierten Aston Martin DBS und seinem Nachfolger V8 wieder.

### Motor
Maserati stattete den Ghibli mit einer leicht überarbeiteten Version des Achtzylindermotors aus, der bereits 1956 mit dem Tipo 450S im Rennsport debütiert hatte und seit 1964 im Quattroporte Verwendung fand. Anders als im Viertürer hat der Motor hier allerdings eine Trockensumpfschmierung mit separatem Ölbehälter. Nur mit dieser Konstruktion ließ sich der flache Vorderbau des Ghibli realisieren Zunächst erhielt der Ghibli die 4,7 Liter große Version des Triebwerks, die – je nach Messung – zwischen 228 und 243 kW leistet.310 und 330 PS abgab.
1970 kam der Maserati Ghibli SS 5000 hinzu, der eine auf 4,9 Liter Hubraum vergrößerte Version mit einer Leistung von 246 kW erhielt. Dieses Triebwerk entspricht in seinen Abmessungen exakt dem des Maserati 5000 GT. Der Ghibli erreicht damit eine Höchstgeschwindigkeit von 270 km/h.

### Fahrwerk und Technik
Der Ghibli hatte eine selbsttragende Stahlkarosserie mit kastenförmigem Hilfsrahmen. Die Grundkonstruktion entsprach – abgesehen von den geringfügig reduzierten Dimensionen – der des Maserati Mexico und damit des Maserati Quattroporte.
Während die Vorderräder einzeln aufgehängt waren, verwendete Maserati hinten eine Starrachse, die aus Großbritannien von der Salisbury Wheel Company bezogen wurde. Die Hinterachse wurde von Blattfedern und einem Panhardstab geführt. Die Schlichtheit der Hinterachskonstruktion wurde in der Literatur wiederholt kritisiert; das Fahrverhalten des Autos wurde gelegentlich als „schroff“ bezeichnet, andere umschrieben das Fahrwerk des Ghibli als das „eines Lastkraftwagens“. Zwar hatte Maserati vorübergehend erwogen, den Ghibli mit der De-Dion-Hinterachse des Quattroporte auszustatten; Fahrversuche mit einem derart umgerüsteten Prototypen sollen aber keine Verbesserung des Fahrverhaltens bewirkt haben, sodass Maserati dieses Konstruktionsmerkmal ungeachtet des Umstandes, dass italienische Konkurrenzfahrzeuge wie beispielsweise der Ferrari 365/GTB4 „Daytona“ wie selbstverständlich an allen Rädern über Einzelradaufhängung verfügten, bis zur Produktionseinstellung des Ghibli beibehielt und auch noch das 1969 erschienene Modell Indy mit einer entsprechenden Konstruktion ausstattete.
Als Kraftübertragung wurde serienmäßig ein handgeschaltetes Fünfganggetriebe von ZF angeboten, das in seiner Grundkonzeption von der Kraftübertragung des Hanomag Kurier abgeleitet und um einen fünften Gang ergänzt worden war.  Ab 1968 war daneben auf Wunsch eine Dreigangautomatik von BorgWarner lieferbar. Außerdem konnte eine Servolenkung – wiederum von ZF – bestellt werden, die den Umgang mit dem bislang vielfach als schwerfällig wahrgenommenen Fahrzeug erleichterte.

## Ghibli Spyder

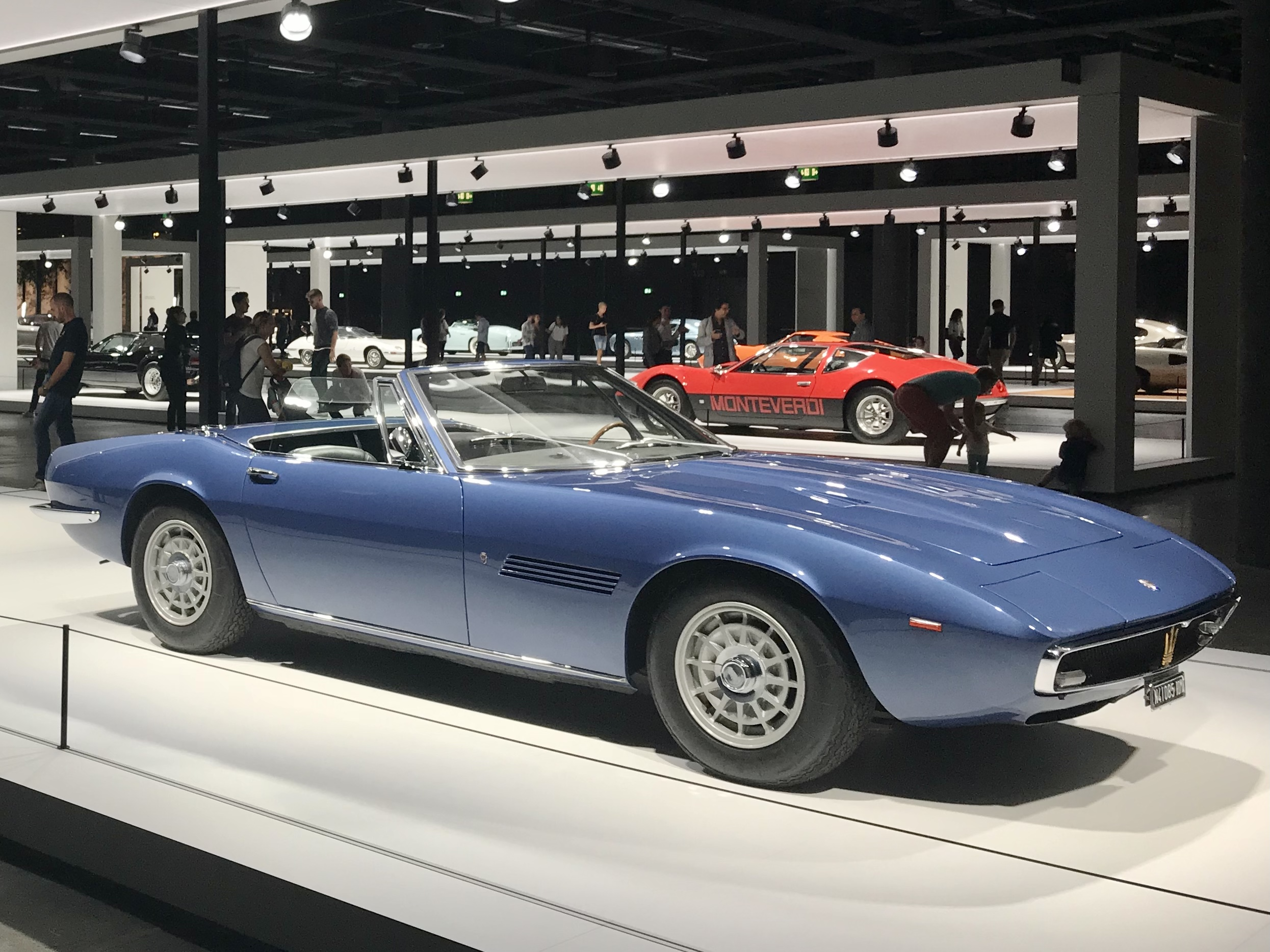
Maserati Ghibli Spyder (1968–1973)

Im November 1968 wurde das Ghibli Coupé durch einen zweisitzigen Spyder (Tipo AM 115/S) ergänzt, der ebenfalls von Giugiaro gestaltet worden war. Die Wagenfront entsprach der des Coupés; die Karosserie war allerdings am Heck modifiziert worden. Das knapp geschnittene Stoffverdeck des Spyder konnte vollständig heruntergeklappt werden; es verschwand, wenn es nicht benötigt wurde, unter einer Metallabdeckung. Um die Verwindungsfestigkeit zu erhöhen, erhielt der Spyder Verstärkungen in den Schwellern und auf dem Getriebetunnel.
Für den Spyder wurde werksseitig ein Hardtop aus Metall angeboten, von dem allenfalls 25 Exemplare verkauft wurden.

## Sondermodelle
- Mindestens ein Ghibli-Coupé wurde zu einem Feuerwehrfahrzeug umgebaut. Es enthielt mehrere Wassertanks und trug eine bewegliche Wasserspritze auf dem Dach. Der Wagen wurde bei mehreren italienischen Motorsportveranstaltungen gezeigt; zu einem Einsatz kam er nie.[23]
- Das Mailänder Unternehmen Carrozzeria Pavesi, das sich nach wie vor mit Panzerungen und Karosseriekonversionen beschäftigt, versah 1968 ein Ghibli-Coupé mit einem herausnehmbaren Dachteil im Targa-Stil. Das Fahrzeug blieb ein Einzelstück.[24]

## Produktion, Verbreitung und Marktlage
Der Maserati Ghibli wurde auf dem Turiner Autosalon 1966 der Öffentlichkeit vorgestellt. Im Herbst 1966 begann der Verkauf, wobei die ersten Autos Anfang 1967 ausgeliefert wurden. Die Produktion des Ghibli dauerte bis Ende 1973. Maserati stellte Fahrwerk und Motor her, die Karosserie wurde dagegen bei Vignale und bei Ghia hergestellt.
Der Ghibli war teurer als die meisten seiner Konkurrenzmodelle. Auf dem deutschen Markt wurde er 1969 zu einem Preis von 73.000 DM angeboten. Damit war er 3.000 DM teurer als ein Lamborghini Miura oder ein Ferrari Daytona, die jeweils mit Zwölfzylindermotoren ausgestattet waren und zu ähnlichen Fahrleistungen in der Lage waren wie der Ghibli. Ein Iso Grifo war sogar 16.000 DM günstiger. Auf dem Schweizer Markt betrug der Kaufpreis für einen Ghibli 1969 65.500 Schweizer Franken, 2.500 Franken mehr als Ferrari für den Daytona verlangte.
Ungeachtet dessen entstanden in acht Jahren  insgesamt 1.250 Exemplare, wobei das Coupé die mit Abstand häufiger hergestellte Version war: Auf 1.124 Coupés kamen nur 125 Spyder. Zu den Ghibli-Fahrern gehörten Jean-Paul Belmondo, Sammy Davis Junior, Henry Ford II und Peter Sellers.

## Rezeption
Der Maserati Ghibli wurde und wird noch immer als außergewöhnlich attraktiv wahrgenommen. Über die Jahrzehnte hinweg halten sich durchgängig positive Besprechungen, die sich in erster Linie auf die Karosserie beziehen:
- Der Ghibli ist „ein Design-Meilenstein“.[1]
- „Ein Traum von einer Karosserie“.[29]
- „Man fand kein Fehl, nur Perfektion.“[30]
- „Ein offener Ghibli erregt auch heute noch so viel Aufmerksamkeit wie jemand, der aus karitativen Gründen Tausendmarkscheine verteilt.“[31]

## Das Auto im Film
Im französischen Spielfilm Der Swimmingpool (La Piscine) von 1969 fährt Maurice Ronet einen roten Maserati Ghibli.

## Konkurrenten
- Ferrari 365/GTB4 „Daytona“
- Iso Grifo
- Lamborghini Islero
- Monteverdi High Speed 375
- Aston Martin DBS V8[32]

## Technische Daten
| Typ                        | 4700 | 5000 SS |
| Bauzeit                    | 1966–1973 | 1969–1973 |
| Motor:                     | Achtzylinder-Viertakt-V-Motor; wassergekühlt, V-förmig hängende Ventile, zwei obenliegende, kettengetriebene Nockenwellen pro Zylinderreihe, fünffach gelagerte Kurbelwelle, Verdichtung 8,8:1, Trockensumpfschmierung | Achtzylinder-Viertakt-V-Motor; wassergekühlt, V-förmig hängende Ventile, zwei obenliegende, kettengetriebene Nockenwellen pro Zylinderreihe, fünffach gelagerte Kurbelwelle, Verdichtung 8,8:1, Trockensumpfschmierung |
| Gemischaufbereitung:       | vier Weber-Doppelvergaser | vier Weber-Doppelvergaser |
| Hubraum:                   | 4709 cm³ | 4930 cm³ |
| Bohrung × Hub:             | 93,9 × 85 mm | 93,9 × 89 mm |
| Leistung bei 1/min:        | 227 kW bei 5500 | 246 kW bei 5500 |
| Max. Drehmoment bei 1/min: | 441 Nm bei 4000 | 480 Nm bei 4000 |
| Antrieb:                   | Hinterradantrieb: 5-Gang (ZF-Synchrongetriebe); auf Wunsch 3-Gang Automatik (Borg-Warner) | Hinterradantrieb: 5-Gang (ZF-Synchrongetriebe); auf Wunsch 3-Gang Automatik (Borg-Warner) |
| Radaufhängung vorn:        | Einzelradaufhängung an Querlenkern, Schraubenfedern, Stabilisator, Teleskopstoßdämpfer | Einzelradaufhängung an Querlenkern, Schraubenfedern, Stabilisator, Teleskopstoßdämpfer |
| Radaufhängung hinten:      | Starrachse an Halbelliptik-Blattfedern, Reaktionsstreben, Stabilisator, Teleskopstoßdämpfer | Starrachse an Halbelliptik-Blattfedern, Reaktionsstreben, Stabilisator, Teleskopstoßdämpfer |
| Karosserie:                | Selbsttragend mit Gitterrohrrahmen | Selbsttragend mit Gitterrohrrahmen |
| Radstand:                  | 2550 mm | 2550 mm |
| Maße L × B × H:            | 4590 × 1800 × 1160 mm | 4590 × 1800 × 1160 mm |
| Leergewicht (ohne Fahrer): | 1430–1530 kg | 1430–1530 kg |
| Höchstgeschwindigkeit:     | 275 km/h (Testwert 1969) | 275 km/h (Testwert 1969) |
| Preis:                     | 73.000 DM (1969) | 73.000 DM (1969) |